# Vinco (Pennsilvània)
Vinco és una concentració de població designada pel cens dels Estats Units a l'estat de Pennsilvània. Segons el cens del 2000 tenia 1.429 habitants.

## Demografia
Segons el cens del 2000, Vinco tenia 1.429 habitants, 593 habitatges, i 442 famílies. La densitat de població era de 137,9 habitants/km².
Dels 593 habitatges en un 26,3% hi vivien nens de menys de 18 anys, en un 64,6% hi vivien parelles casades, en un 7,1% dones solteres, i en un 25,3% no eren unitats familiars. En el 22,8% dels habitatges hi vivien persones soles el 13,5% de les quals corresponia a persones de 65 anys o més que vivien soles. El nombre mitjà de persones vivint en cada habitatge era de 2,4 i el nombre mitjà de persones que vivien en cada família era de 2,81.
Per edats la població es repartia de la següent manera: un 19,2% tenia menys de 18 anys, un 7% entre 18 i 24, un 23,6% entre 25 i 44, un 30,1% de 45 a 60 i un 20,1% 65 anys o més.
L'edat mediana era de 45 anys. Per cada 100 dones de 18 o més anys hi havia 92,7 homes.
La renda mediana per habitatge era de 37.361 $ i la renda mediana per família de 45.486 $. Els homes tenien una renda mediana de 39.808 $ mentre que les dones 17.692 $. La renda per capita de la població era de 18.488 $. Entorn del 5,5% de les famílies i el 4,9% de la població estaven per davall del llindar de pobresa.

## Poblacions més properes
El següent diagrama mostra les poblacions més properes.